# Buoni obbligazionari comunali
I buoni obbligazionari comunali (BOC) sono titoli emessi dagli enti locali (comuni ma anche province e regioni) la facoltà di emettere titoli obbligazionari al portatore con l'unico vincolo che ogni emissione deve essere subordinata alla realizzazione di un'opera pubblica e non avere lo scopo di finanziare (coprire) il proprio debito o direttamente il deficit corrente. Si tratta quindi di uno strumento di autofinanziamento vincolato alla realizzazione di una opera pubblica e il cui rimborso è garantito dai flussi di cassa previsti dalla attività di gestione o esercizio dell'opera stessa (finanza di progetto).

## Caratteristiche
La durata deve essere compresa tra 5 e 20 anni. Il taglio minimo è compreso tra uno e cinque milioni di euro, mentre le cedole possono essere fisse o variabili. L'imposta sostitutiva applicata sia agli interessi, sia al capital gain (differenza tra il prezzo di vendita/rimborso e il prezzo di acquisto/emissione) è del 12,50%. L’emissione deve avvenire alla pari e il rendimento effettivo lordo al momento dell’emissione può essere superiore al massimo di un punto rispetto a quello lordo dei titoli di Stato emessi nel mese precedente. L’emissione è anche subordinata a una serie di condizioni: 
a) che gli enti emittenti non si trovino in condizione di dissesto finanziario;
b) che le regioni non abbiano proceduto al ripiano di disavanzi di amministrazione.
Il rimborso deve essere a rate costanti, frazionato durante la vita del prestito; in pratica il risparmiatore riceve, in corrispondenza delle date di stacco delle cedole, sia gli interessi, sia una quota del valore nominale investito. Si noti che la cedola successiva verrà calcolata su un valore nominale inferiore poiché una parte di esso risulta già rimborsata.
Tali strumenti non sono assistiti da nessuna garanzia a carico dello Stato, pertanto la legge stabilisce criteri precisi per il rimborso, come la delegazione di pagamento, che danno la massima garanzia ai risparmiatori.
I BOC possono essere quotati in Borsa: è sufficiente che l’ammontare del prestito superi una determinata soglia minima e che le obbligazioni siano collocate tra almeno 200 sottoscrittori.
A differenza dei buoni ordinari regionali (BOR) non vi è la possibilità di abbinare un warrant o comunque la convertibilità in azioni di società possedute dall'ente emittente.
Le obbligazioni di scopo, il cui capitale è vincolato alla realizzazione di determinate opere pubbliche, sono lo strumento finanziario che consente un esercizio dell'autonomia gestionale degli enti locali, senza generare ulteriori oneri per il bilancio dello Stato. Corollario dell'autonomia gestionale è l'obbligo di autofinanziamento, perché questa non sia equivalente a una libertà di spesa.
| Controllo di autorità | Thesaurus BNCF 9013 |